# Галкинський сільський округ
Га́лкинський сільський округ (каз. Галкино ауылдық округі, рос. Галкинский сельский округ) — адміністративна одиниця у складі Щербактинського району Павлодарської області Казахстану. Адміністративний центр — село Галкино.
Населення — 1775 осіб (2021; 2121 у 2009, 3691 у 1999, 4768 у 1989).
Станом на 1989 рік існували Галкинська сільська рада (села Арбігень, Ботабас, Галкино, Кулат) та Чигиринська сільська рада (села Єсільбай, Чигириновка), село Мар'яновка перебувало у складі Карабідайської сільської ради. 2013 року село Мар'яновка із ліквідованого Карабідайського сільського округу було передане до складу Тетяновського сільського округу, а 2017 року — вже до складу Галкинського округу. Села Кулат і Мар'яновка були ліквідовані 2017 року. 2019 року до складу округу було включене село Чигириновка ліквідованого Чигириновського сільського округу.

## Склад
До складу округу входять такі населені пункти:
| Населений пункт   | Старі назви | Населення, осіб (1989) | Населення, осіб (1999) | Населення, осіб (2009) | Населення, осіб (2021) |
| ----------------- | ----------- | ---------------------- | ---------------------- | ---------------------- | ---------------------- |
| Арбаіген, село    | Арбігень    | 450                    | 450                    | 390                    | 203                    |
| Ботабас, село     | -           | 232                    | 110                    | 100                    | 40                     |
| Галкино, село     | -           | 2345                   | 1875                   | 1023                   | 853                    |
| Кулат, село       | -           | 170                    | 98                     | 41                     | -                      |
| Мар'яновка, село  | -           | 164                    | 123                    | 29                     | -                      |
| Чигириновка, село | -           | 1407                   | 1035                   | 538                    | 679                    |